# Arica Motors
Arica Motors  war ein chilenischer Automobilhersteller mit Sitz in Arica.

## Geschichte
Das Unternehmen bestand Anfang der 1960er Jahre, ohne dass genaue Daten belegt sind. Laut einer Quelle bestand das Unternehmen ausschließlich im Jahr 1962. Ebenso kann die Produktion zwei oder drei Jahre angedauert haben. Laut einer anderen Quelle gibt es Indizien, denen zufolge es bereits 1959 bereits eine Montage gegeben haben könnte.
Suzuki-Modelle sollten erst wieder ab 1976 als Importfahrzeuge durch das Unternehmen Derco nach Chile zurückkehren.

## Modelle
Hergestellt wurde ausschließlich der Suzuki Suzulight als Kombi und als Lieferwagen. Für das Jahr 1962 sind 238 Suzulight TL als Kombi (150) und Lieferwagen (88) nachgewiesen.